# Linda Bresonik

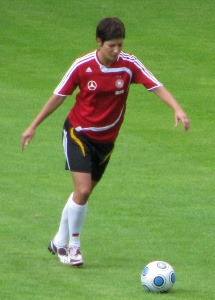
Linda Bresonik
im Trikot der Nationalmannschaft

Linda Bresonik [brɛˈzoːnɪk] (* 7. Dezember 1983 in Essen) ist eine ehemalige deutsche Fußballnationalspielerin.

## Werdegang
Bresonik begann ihre Karriere mit fünf Jahren beim TuS 84/10 Essen, wo sie bis zur D-Jugend in einer Jungenmannschaft spielte. 1995 wechselte sie zu Grün-Weiß Schönebeck, einem Vorläufer der heutigen SG Essen-Schönebeck. Von 2000 bis 2005 spielte sie für den FCR 2001 Duisburg. Am 10. Mai 2001 absolvierte sie ihr erstes Länderspiel für Deutschland gegen die Auswahl Italiens. Im gleichen Jahr gewann Bresonik mit der deutschen Auswahl die Europameisterschaft im eigenen Land.
2002 wurde sie einerseits U-19-Europameisterin andererseits Dritte bei der U-19-Weltmeisterschaft.
Die FIFA setzte im Rahmen der Weltmeisterschaft Bresoniks Namen auf eine Liste mit 16 Spielerinnen, die „man sich für die Zukunft merken muss“. Neben Bresonik standen unter anderem die 16-jährige Marta und die Kanadierin Christine Sinclair auf der Liste.
2003 fuhr Bresonik mit der A-Nationalmannschaft zur Weltmeisterschaft 2003 in die USA.
Nach einer Station beim SC 07 Bad Neuenahr kehrte die Mittelfeldspielerin 2006 zur SG Essen-Schönebeck zurück. Beim Algarve-Cup 2007 wurde sie in der deutschen Nationalmannschaft eingesetzt, mit der sie im September 2007 Weltmeister wurde. Beim DFB-Hallenpokal 2008 wurde Bresonik zur besten Spielerin gewählt und sicherte sich zusätzlich noch den Titel der besten Torschützin. Am Ende der Saison 2007/08 verließ sie die SG Essen-Schönebeck und spielte wieder für Duisburg.
Im Viertelfinale des Olympischen Frauenfußball-Turniers 2008 in Peking zog sich Bresonik einen Außenbandriss im linken Sprunggelenk zu und musste das Turnier beenden. 2009 gewann sie mit Duisburg den UEFA Women’s Cup und den DFB-Pokal. 2011 kündigte sie zunächst ihren Vertrag in Duisburg, band sich jedoch im August 2011 bis zum Ende der Saison 2012/13 an den FCR.
Am 15. Februar 2012 erzielte sie beim 5:0-Sieg im EM-Qualifikationsspiel mit dem 3:0 gegen die Auswahl der Türkei das 1000. Länderspieltor der A-Nationalmannschaft. Beim Algarve-Cup 2012 wurde sie in den drei Gruppenspielen eingesetzt. Am 27. Juli 2012 löste Bresonik ihren Vertrag mit dem FCR Duisburg auf und unterschrieb beim Paris Saint-Germain FC.
2014 beendete sie ihre Nationalmannschaftskarriere. Zur Saison 2015/16 wurde sie vom Zweitligisten MSV Duisburg, dem unmittelbaren Nachfolger ihres früheren Duisburger Vereins, verpflichtet. 2017 verließ sie den Verein wieder. Sie schloss sich dem Zweitligisten BV Cloppenburg an, der ihr auch eine berufliche Zukunft bot.
Am 19. Dezember 2017 gab die 84-malige Nationalspielerin aus beruflichen sowie privaten Gründen ihr Karriereende bekannt und verließ mit sofortiger Wirkung den BV Cloppenburg, um sich auf ihre am 1. Dezember übernommene Stelle als Mitarbeiterin der Gleichstellungsstelle der Stadt Düsseldorf konzentrieren zu können.
In einem Interview 2018 argumentierte sie für die Professionalisierung des Frauenfußballs.
Seit Oktober 2019 ist Linda Bresonik offizielle Markenbotschafterin von Leadership meets Sports.
Linda Bresonik ist ausgebildete Groß- und Außenhandelskauffrau und spielt Swingolf, eine vereinfachte Golfspielvariante.

## Erfolge

### Titel
- Weltmeisterin 2003, 2007
- Europameisterin 2001, 2009
- U-19-Europameisterin 2002
- 3. Platz bei der U-19-Weltmeisterschaft 2002
- 3. Platz Olympische Spiele 2008
- DFB-Pokal-Siegerin 2009 und 2010
- UEFA-Women’s-Cup-Siegerin 2009
- Algarve-Cup-Siegerin 2012

### Auszeichnungen
- Silbernes Lorbeerblatt
- Verdienstorden des Landes Nordrhein-Westfalen[11]
- Beste Spielerin und Torschützenkönigin des DFB-Hallenpokals 2008